# Eugorgia
Eugorgia es un género de octocorales perteneciente a la familia Gorgoniidae, del orden Alcyonacea.
Este género de gorgonias marinas está distribuido por aguas tropicales y subtropicales del océano Pacífico este.

## Especies
El Registro Mundial de Especies Marinas reconoce las siguientes especies en el género:
- Eugorgia alba Bielschowsky, 1929
- Eugorgia aurantiaca (Horn, 1860)
- Eugorgia beebei Breedy, Williams & Guzman, 2013
- Eugorgia bradleyi Verrill, 1868
- Eugorgia excelsa Verrill, 1868
- Eugorgia panamensis (Duchassaing & Michelotti, 1864)
- Eugorgia purpurascens Verrill, 1868
- Eugorgia querciformis Bielschowsky, 1918
- Eugorgia rubens Verrill, 1868
- Eugorgia siedenburgae Breedy & Guzman, 2013

Especies renombradas por sinonimia:
- Eugorgia ahorcadensis Del Mar Soler-Hurtado & López-González, 2012 aceptada como Eugorgia nobilis Verrill, 1868
- Eugorgia ampla (Verrill, 1864) aceptada como Leptogorgia ampla (Verrill, 1864)
- Eugorgia daniana Verrill, 1868 aceptada como Leptogorgia daniana (Verrill, 1868)
- Eugorgia forreri Studer, 1883 aceptada como Eugorgia aurantiaca (Horn, 1860)
- Eugorgia gilchristi Hickson, 1904 aceptada como Leptogorgia gilchristi (Hickson, 1904)
- Eugorgia lineata Thomson, 1917 aceptada como Leptogorgia gilchristi (Hickson, 1904)
- Eugorgia multifida Verrill, 1870 aceptada como Leptogorgia multifida (Verrill, 1870)
- Eugorgia mutabilis Breedy, Williams & Guzman, 2013 aceptada como Leptogorgia mutabilis (Breedy, Williams & Guzman, 2013)
- Eugorgia nobilis Verrill, 1868 aceptada como Leptogorgia nobilis (Verrill, 1868)
- Eugorgia querciformis Bielschowsky, 1918 aceptada como Leptogorgia querciformis (Bielschowsky, 1918)

## Galería

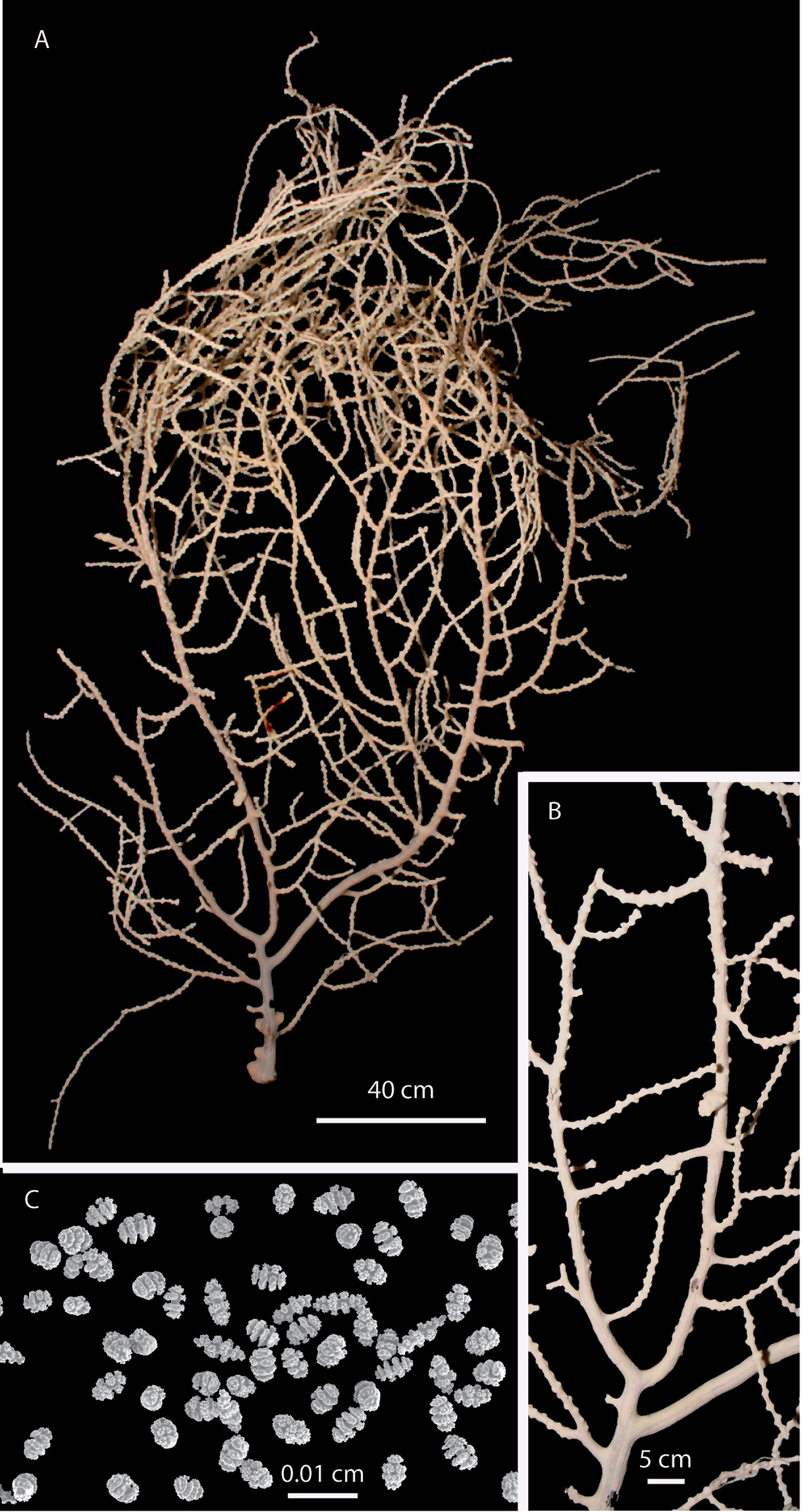
Eugorgia beebei, holotipo, colonia y escleritas
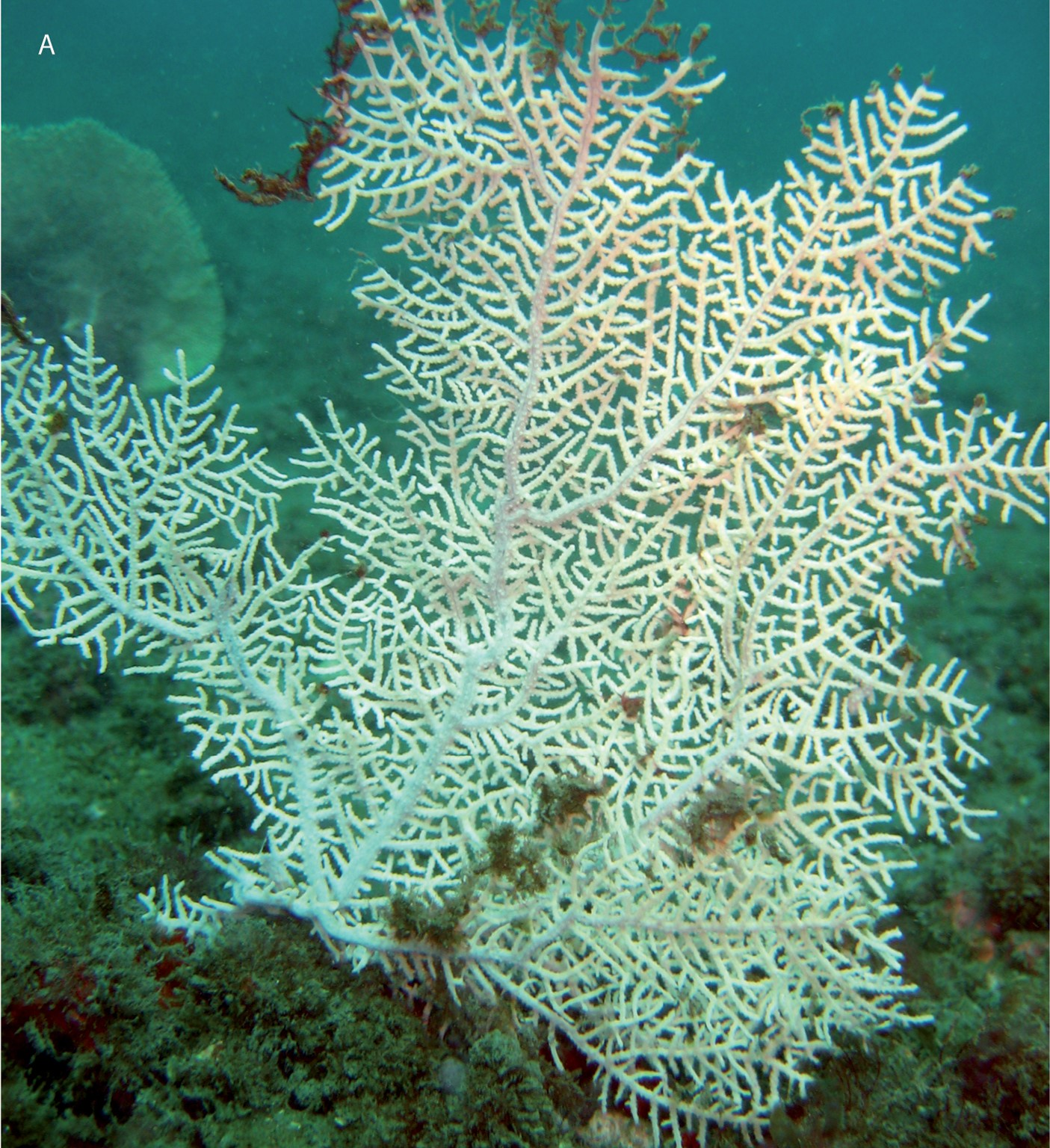
Eugorgia mutabilis en Costa Rica
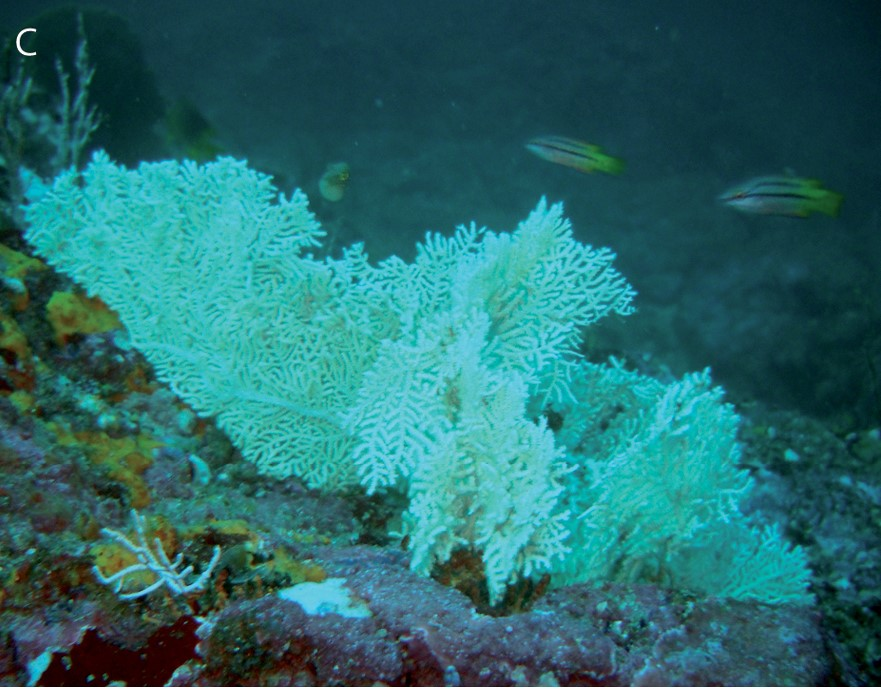
E. mutabilis en Panamá
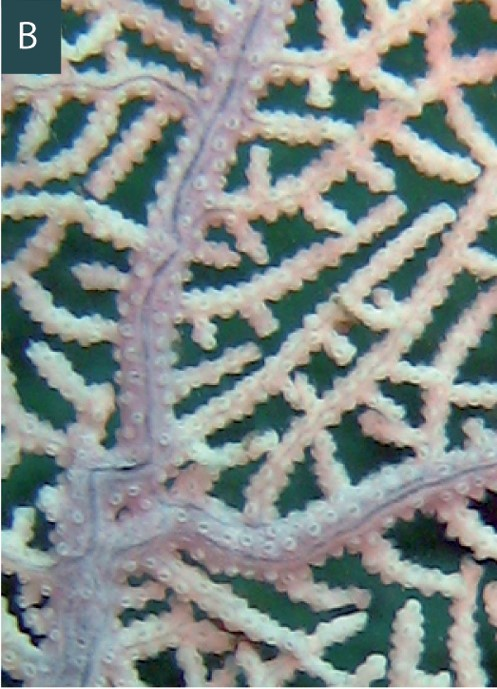
E. mutabilis, vista de pólipos retraídos en ramas
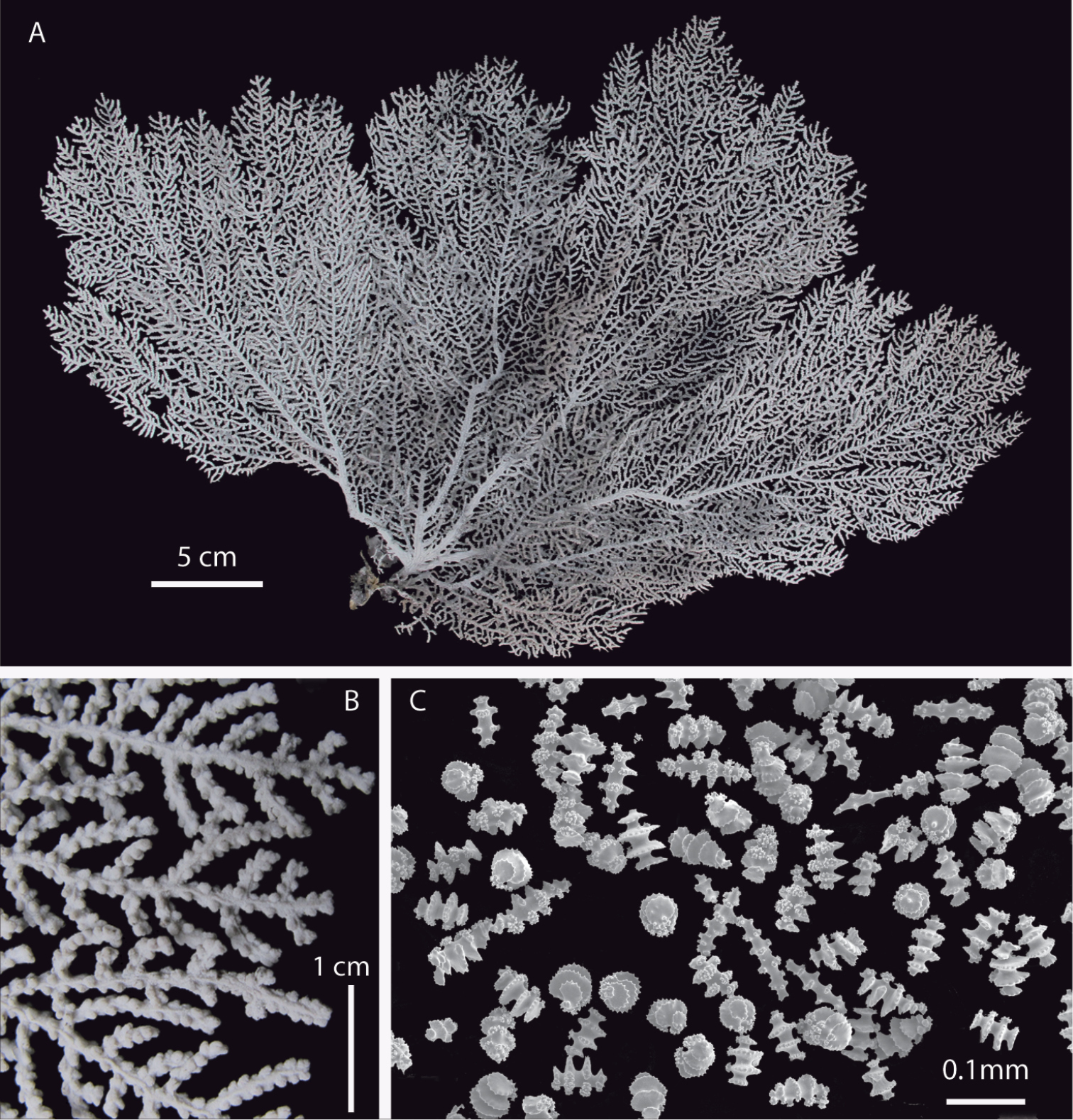
E. mutabilis, holotipo, colonia y escleritas
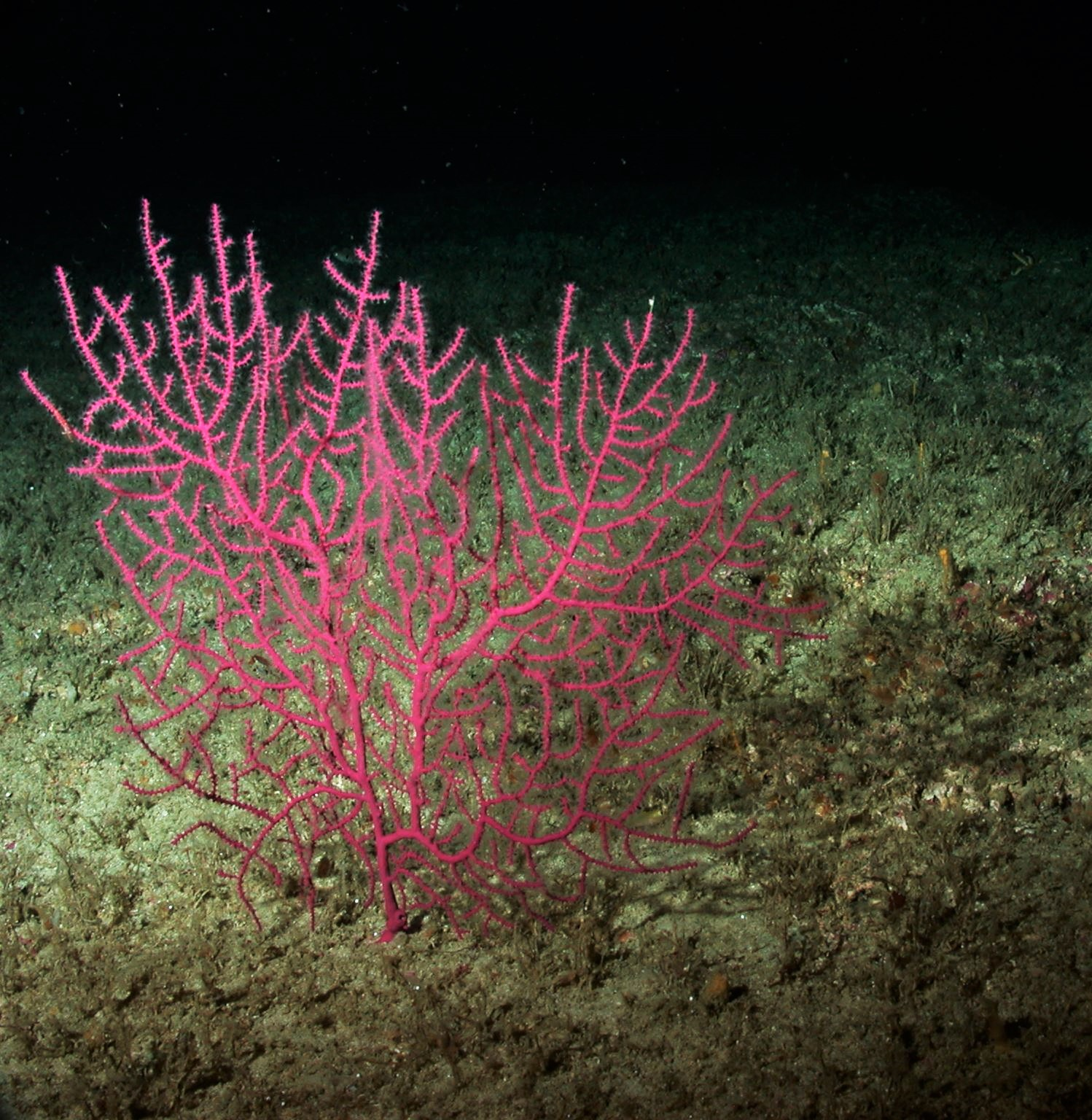
E. rubens en Cortes Banks
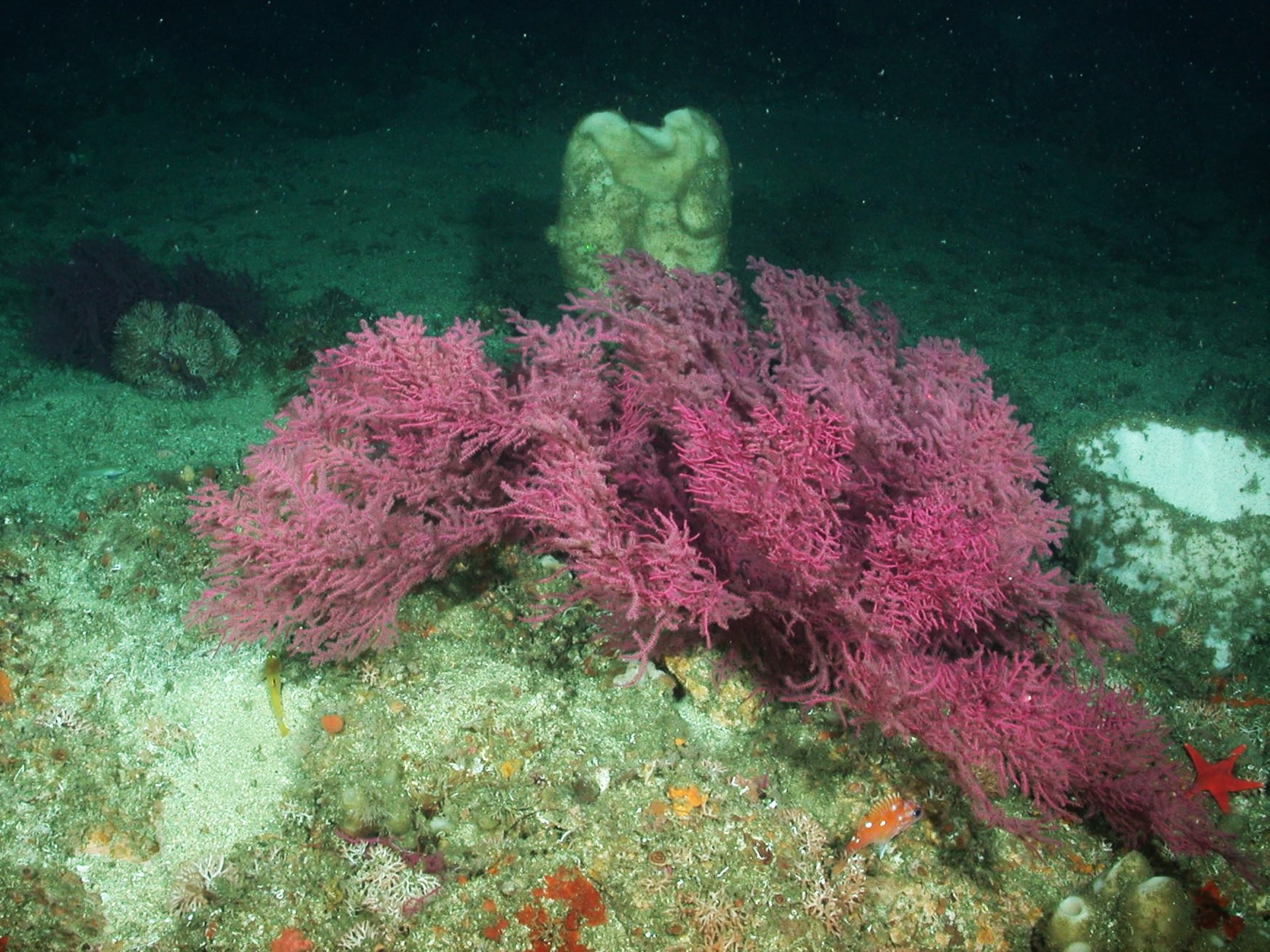
E. rubens en California
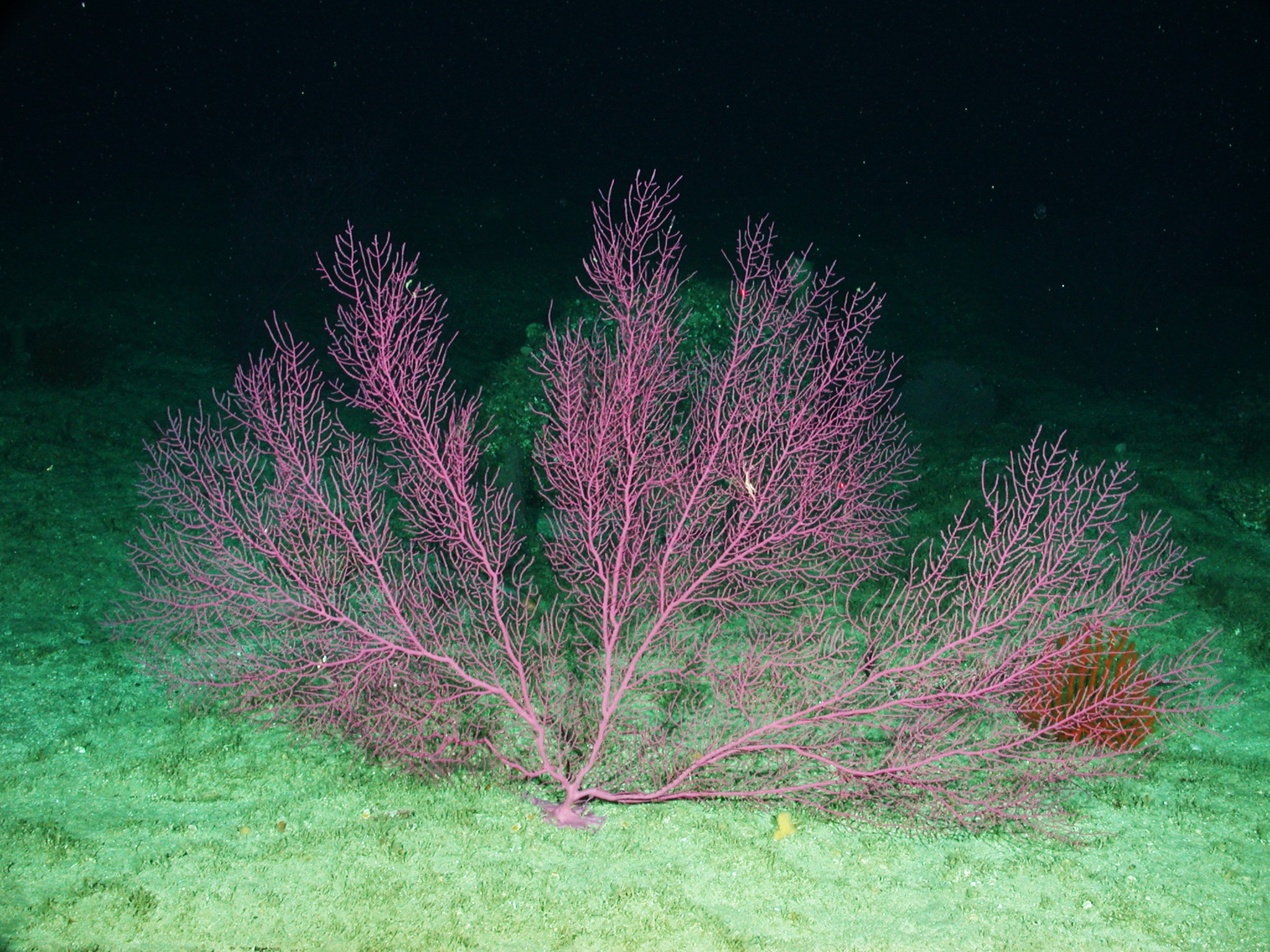
E. rubens en Tanner Banks

## Morfología
Gorgonias con ramificación flabeliformes (forma de abanico), lateral, parcialmente dicótoma, o irregularmente pinnada o subpinnada (forma de pluma), con ramas redondas o aplanadas. Las ramas no se anastomosan entre sí. El axis, o eje, de la colonia es córneo, de gorgonina; con una cámara transversal en su núcleo, que contiene una red de filamentos orgánicos. En la base del tallo de la colonia poseen extensiones, a modo de raíces, para anclarse en grietas de rocas o sedimentos lodosos.
La estructura esquelética está recubierta por una masa carnosa (cenénquima), o tejido común generado por ellos, de donde salen los pólipos de 8 tentáculos, que son totalmente retráctiles, y que sobresalen discretamente, moderadamente o marcadamente de la superficie del cenénquima, según la especie. Los pólipos están dispuestos en hileras longitudinales sobre las ramas, o de forma irregular.
El color del cenénquima que recubre el esqueleto puede ser violeta, rojo, blancuzco, amarillo, naranja o marrón, o combinaciones de estos.
Tanto el cenénquima, como el tejido de los pólipos, tienen escleritas calcáreas, de los tipos husillo, disco-husillo, y la que es predominante, siendo distintiva del género, de doble disco. Escleritas antocodiales (escleritas en la base del pólipo), cuando están presentes, son husos pequeños y delgados, y/o plaquitas con bordes lobulados.

## Alimentación
Sus especies carecen de algas simbiontes zooxantelas, por lo que se alimentan de las presas de microplancton que capturan con sus minúsculos tentáculos, así como de materia orgánica disuelta que obtienen del agua.

## Reproducción
Los huevos, una vez en el exterior, permanecen a la deriva arrastrados por las corrientes varios días, más tarde se forma una larva plánula que, tras deambular por la columna de agua marina, se adhiere al sustrato o rocas, y comienza su metamorfosis hasta convertirse en pólipo. Posteriormente se reproducen asexualmente por gemación, dando origen a la colonia coralina.

## Hábitat
Suelen habitar en arrecifes de aguas tropicales soleadas, y en fondos duros, con su base enterrada en el sedimento, en suelos arenosos o grietas de rocas.
Su rango normal de profundidad está entre 10 y 40 m, aunque se reportan localizaciones hasta los 1.837 m, y en un rango de temperatura entre 13.37 y 24.19 °C.
Varios invertebrados se hallan asociados a ejemplares de sus especies, como ofiuros del género Ophiotrhix sp., gambas Periclimenaeus sp., y cangrejos Orthochela sp.

## Distribución geográfica
Se distribuyen en el océano Pacífico este. Desde California (EE. UU.), México, Colombia, Nicaragua, El Salvador, Costa Rica, Panamá, Ecuador (incluidas las islas Galápagos) y Perú.